# New England Primer

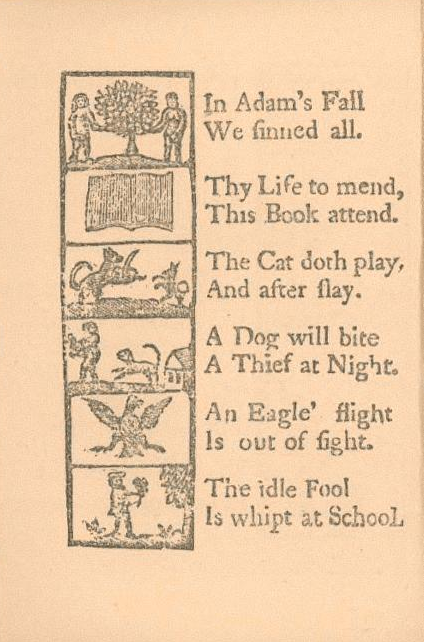
Die erste Seite des New England Primer: die Buchstaben A bis F

Der New England Primer war eine erstmals um 1690 gedruckte Fibel, die in den britischen Kolonien in Neuengland und später in den Vereinigten Staaten bis in das 19. Jahrhundert hinein weite Verbreitung fand.
Das älteste erhaltene Exemplar datiert auf das Jahr 1727, doch kann anhand von früheren Anzeigen davon ausgegangen werden, dass die erste Auflage um 1690 erschien. Vermutlich wurde die Fibel vom englischen Drucker Benjamin Harris erstellt, der 1686 nach Massachusetts ausgewandert war. Es wird geschätzt, dass bis zum Jahr 1830 6 Millionen Exemplare gedruckt wurden. Wohl wegen des hohen Papierpreises waren die Bände sehr kleinformatig (10 × 7 cm).
Der New England Primer ist ein Ausdruck der Weltsicht der Puritaner Neuenglands. Die Lesefähigkeit hatte in ihrer Gesellschaft durch den Lutherischen Grundsatz der sola scriptura einen außerordentlich hohen Stellenwert, so dass das koloniale Neuengland die Gesellschaft mit der wohl höchsten Alphabetisierungsrate ihrer Zeit war; 1760 konnten rund 85 % der Männer schreiben. In den gereimten Merksätzen, mit denen den Kindern die Buchstaben vermittelt wurden, werden die Schwerpunkte der reformierten Theologie deutlich. Berühmt geworden ist insbesondere der erste dieser Zweizeiler zum Buchstaben A: In Adam's Fall / We sinned all, also „Bei Adams Fall sündigten wir alle.“ Diesen Satz dürfte etwa Nathaniel Hawthorne als einen vieler möglicher Bezugspunkte für das berühmte A in seinem Roman Der scharlachrote Buchstabe im Sinn gehabt haben. Dem Alphabet folgen Leseübungen, ebenfalls meist Bibelparaphrasen, sowie Gebete, erbauliche Maximen sowie ein Katechismus, illustriert mit einfachen Holzschnitten.